# Akefalianie
Akefalianie (akefalowie; gr. akàphalos – „bezgłowy”) – wspólnota odrzucająca czyjekolwiek zwierzchnictwo. W historii znanych było kilka kościołów akefalicznych. Byli to między innymi ci, którzy po potępieniu Nestoriusza na Soborze efeskim nie chcieli uznać zwierzchnictwa ani Jana z Antiochii, ani Cyryla z Aleksandrii. Za ich przykładem poszło kilka innych sekt, jak np. eutychianie czy damianici.